# Melecjusz Smotrycki
Melecjusz (w j. pol. także Meletiusz Smotriski, Smotrzyski, Smotrziski; ukr. Мелетій Смотрицький, biał. Мялецій Сматрыцкі, ros. Мелетий Смотрицкий, łac. Meletius Smotrickij, Smotriscky, Smotrysky; ur. ok. 1577 na Podolu, zm. 27 grudnia 1633 w Dermaniu) – prawosławny, a następnie unicki duchowny działający w Rzeczypospolitej, w latach 1620–1629 prawosławny arcybiskup połocki, archimandryta dermański w 1627 roku. Autor gramatyki języka cerkiewnosłowiańskiego zaliczanej do najważniejszych opracowań w tej tematyce.
Był synem Herasyma Smotryckiego, wykładowcy Akademii Ostrogskiej, pracującego m.in. przy druku Biblii ostrogskiej. Absolwent tejże Akademii, następnie prawdopodobnie studiował w wileńskim kolegium jezuickim. Jako korepetytor Bohdana Sołomereckiego podróżował z nim po Niemczech, uczestnicząc jako wolny słuchacz w wykładach na uniwersytetach w Lipsku i Wittenberdze. Uzyskane w ten sposób wiadomości, jak również własne lektury, pozwoliły mu stać się jednym z najlepiej wykształconych duchownych swojej epoki.
Od 1610 roku brał aktywny udział w polemice prawosławno-unickiej wokół zawartej w 1596 roku unii kościelnej. W wymienionym roku wydał w Wilnie, pod pseudonimem Theofil Ortholog, traktat polemiczny Threnos, w którym w dramatyczny sposób opisywał sytuację Kościoła prawosławnego w Rzeczypospolitej i dowodził fałszywości dogmatów katolickich. Był to najcenniejszy tekst polemiczny napisany w toku sporów międzywyznaniowych przez prawosławnego autora. Król Zygmunt III Waza, po zapoznaniu się z tekstem, nakazał aresztowanie jego autorów i wydawców. Zmusiło to Smotryckiego do usunięcia się z życia publicznego. Najpóźniej w 1618 autor Threnosu złożył wieczyste śluby mnisze w monasterze Św. Ducha w Wilnie. W 1619 roku opublikował gramatykę języka cerkiewnosłowiańskiego, znacząco przyczyniając się do kodyfikacji norm tego języka.
W październiku 1620 roku w tajemnicy i bez zgody władz państwowych przyjął chirotonię biskupią z rąk patriarchy jerozolimskiego Teofana III, otrzymując godność arcybiskupa połockiego. Razem z wyświęconym w tym samym czasie metropolitą kijowskim Hiobem bronił kanoniczności i legalności chirotonii, domagając się przyznania prawosławnym prawa do posiadania własnej, nieunickiej, hierarchii kościelnej. Wiernych żyjących na terenie archieparchii połockiej wzywał do nieposłuszeństwa wobec unickiego biskupa Jozafata Kuncewicza, szerzącego unię przy pomocy organów państwowych. Gdy w 1623 roku Kuncewicz został zamordowany w Witebsku przez prawosławnych mieszczan, arcybiskup Melecjusz został oskarżony o zainspirowanie tej zbrodni. W momencie, gdy do niej doszło, znajdował się już jednak poza Rzecząpospolitą, w podróży do Jerozolimy i Konstantynopola.
Prawdopodobnie pod wpływem rozczarowania kondycją obu odwiedzonych starożytnych patriarchów prawosławnych Melecjusz Smotrycki przyjął w 1627 roku unię, jednak początkowo zachował ten fakt w tajemnicy. Usiłował przekonać prawosławnych hierarchów Rzeczypospolitej do zgody na nową unię, prowadzącą do utworzenia w kraju autonomicznego patriarchatu, uznającego jednak zwierzchnictwo papieża. W sierpniu 1628 roku jego sugestie zostały jednak odrzucone przez prawosławny sobór pod wyraźnym naciskiem jednoznacznie wrogich unii delegatów kozackich. Najpóźniej w styczniu roku następnego Smotrycki publicznie wyznał wiarę katolicką. W sierpniu 1629 roku wystąpił na synodzie we Lwowie, ponownie apelując do prawosławnych o przyłączenie się do Kościoła unickiego. Było to jego ostatnie wystąpienie publiczne. W miarę upływu lat Smotrycki dochodził do przekonania, że pomyślność żyjących w Rzeczypospolitej Rusinów jest możliwa tylko pod warunkiem przyjęcia przez nich unii. Twierdził, że dla zachowania własnej odrębności powinni zdecydować się na to, dopóki nie byli jeszcze społecznością wyłącznie chłopską. Jego argumenty nie były jednak przyjmowane przez prawosławny episkopat, a wydane po 1627 roku pisma polemiczne – zwalczane przez prawosławnych mnichów jako szczególnie niebezpieczne.
W 1631 roku papież Urban VIII nadał mu tytuł biskupa Hierapolis; Kongregacja Rozkrzewiania Wiary nie zgodziła się na nadanie mu jakiejkolwiek katedry w Kościele unickim. Smotrycki spędził ostatnie lata życia w klasztorze w Dermaniu, nie angażując się już w życie publiczne. Tam też zmarł i został pochowany. W XVII w. była rozważana jego kanonizacja, którą to myśl ostatecznie zarzucono.

## Życiorys

### Pochodzenie, rodzina, edukacja

#### Kwestia pochodzenia Smotryckiego oraz miejsca i daty jego urodzenia
Data urodzenia Melecjusza Smotryckiego nie została jednoznacznie ustalona. W kwestii tej istnieją trzy źródła. Pierwszym z nich jest list samego Smotryckiego do papieża Urbana VIII z 6 lipca 1627 roku, w którym nadawca, prosząc o przyjęcie do Kościoła katolickiego, stwierdzał, iż pozostawał schizmatykiem przez pięćdziesiąt lat, co oznaczałoby, iż przyszedł na świat w 1577. Unicki biskup chełmski Jakub Susza, powołując się na dokumenty papieskiej kancelarii, twierdził, że Smotrycki stwierdził w tym samym liście, iż został urodzony jako schizmatyk, a następnie przez pięćdziesiąt lat pozostawał przy tym wyznaniu. Późniejsi interpretatorzy tekstu Suszy sugerowali na tej podstawie datę urodzenia o dwa lata wcześniejszą. Zarys biografii Smotryckiego sporządzony na potrzeby Kongregacji Rozkrzewiania Wiary w 1630 roku wskazywał na datę ok. 1580 roku. Wreszcie kronika monasteru Trójcy Świętej w Dermaniu zawiera informację, iż Melecjusz Smotrycki zmarł w 1633 roku w wieku pięćdziesięciu ośmiu lat, a zatem urodził się w 1575 roku. Zdaniem Fricka najtrafniejsze byłoby usytuowanie daty urodzenia duchownego około roku 1577, jako zasugerowanego przez niego samego. Równie niejasna jest kwestia miejsca urodzenia Smotryckiego. On sam stwierdzał jedynie, iż jego ojciec był związany z Wołyniem i Podolem, współcześni mu pisarze wskazywali jako obszar jego pochodzenia Podole lub ogólnie Ruś. Część autorów uznaje, iż pochodził z miejscowości Smotrycz.
Ojciec przyszłego duchownego, Herasym, był pisarzem na dworze Konstantego Wasyla Ostrogskiego, brał udział w drukowaniu Biblii ostrogskiej, sam również tworzył prawosławne teksty polemiczne, najprawdopodobniej był także pierwszym rektorem prawosławnej szkoły w Ostrogu. O matce Smotryckiego nie przetrwały żadne informacje. Przyszły biskup miał starszego brata Stefana, a być może także drugiego, nieznanego z imienia brata. Imię świeckie przyszłego hierarchy brzmiało, według większości źródeł, Maksym. On sam w 1616 roku zasugerował, iż brzmiało ono Maksientij.
Kwestia szlacheckiego pochodzenia Smotryckiego była za jego życia przedmiotem gwałtownych polemik. Przeciwnicy duchownego, najpierw unici, a po jego konwersji – prawosławni, zarzucali mu, iż był synem plebejusza. Sam Smotrycki wypowiadał się na ten temat bardzo ostrożnie, sugerując jedynie uczciwe urodzenie i szlachecką poważność swojego ojca. W ocenie Fricka nawet jeśli Herasym Smotrycki faktycznie był szlachcicem, musiałby sam być uszlachconym, trudno bowiem przypisywać takie pochodzenie jego ojcu, diakonowi Danile. Nie ulega przy tym wątpliwości przeciętna sytuacja majątkowa Smotryckich; Herasym utrzymywał się z pracy na dworze Ostrogskiego, zaś edukacja przyszłego biskupa Melecjusza była możliwa dzięki finansowemu wsparciu Ostrogskich.

#### Edukacja
Większość informacji o wykształceniu uzyskanym przez przyszłego biskupa pochodzi z jego żywota autorstwa Jakuba Suszy. Podaje on, iż Smotrycki uczył się początkowo w prawosławnej szkole w Ostrogu, następnie zaś został skierowany, dzięki pomocy księcia Ostrogskiego, do kolegium jezuickiego w Wilnie. Opuścił je po trzech latach i razem z Bohdanem Sołomereckim (którego uczył łaciny) udał się do Niemiec. Tam uczył się na protestanckich uczelniach we Wrocławiu, Lipsku i Norymberdze. Sam Smotrycki, pisząc o swojej nauce w Niemczech, wymieniał jedynie studia w Wittenberdze i Lipsku. Według Suszy Smotrycki udał się do Wilna w 1601 roku, zaś wrócił do Rzeczypospolitej w 1610 roku; mogło to jednak nastąpić nawet dwa-trzy lata wcześniej. Raport nuncjusza papieskiego z 1628 roku informuje, iż Smotrycki był studentem Akademii Wileńskiej, jednak został z niej usunięty z powodu przywiązania do schizmy (tj. do prawosławia). Przyjmując, iż duchowny przyszedł na świat ok. 1577 roku, musiałby rozpocząć naukę w Wilnie wcześniej, ok. 1596 roku.
Wśród nauczycieli przyszłego hierarchy wymieniany jest Cyryl Lukaris, o którym pisał także sam Smotrycki. Nie jest jednak jasne, w której szkole mogłoby dojść do ich spotkania i jak długo trwała ich znajomość.
Smotrycki był jednym z najlepiej wykształconych duchownych swojej epoki, co przyznawali za jego życia zarówno jego zwolennicy, jak i adwersarze. Nie oznacza to jednak, że ukończył pełny kurs którychkolwiek rozpoczętych przez siebie studiów; część swojej wiedzy mógł uzyskać drogą samodzielnych lektur. Archiwa uczelni w Lipsku, na której uczył się razem z Bohdanem Sołomereckim, nie zawierają jego nazwiska na listach absolwentów, chociaż wzmiankują osobę Sołomereckiego. Może to oznaczać, że przyszły biskup w rzeczywistości udał się do Niemiec jedynie jako prywatny nauczyciel Sołomereckiego i uczestniczył w zajęciach uniwersyteckich jako wolny słuchacz.

#### Życie świeckie w Rzeczypospolitej
O działalności Smotryckiego przed rokiem 1620 przetrwało niewiele świadectw. Można jednak wywnioskować, że był on znaczącą postacią wśród świeckich liderów społeczności prawosławnej Rzeczypospolitej.
W okresie przed wstąpieniem do monasteru Smotrycki ukończył prace nad traktatem polemicznym Threnos to jest lament jedynej ś. powszechnej apostolskiej wschodniej Cerkwie, który wydał w wileńskiej prawosławnej drukarni brackiej w 1610 roku pod pseudonimem Theofil Ortholog jako przekład z języka greckiego. Tekst ten był odpowiedzią na broszurę unickiego metropolity kijowskiego Hipacego Pocieja sugerującą, iż prawosławni nie mieli prawa do korzystania z cerkwi wileńskich, zatytułowanej Relacja y uważanie postępków niektórych około cerkwi ruskich wileńskich roku 1608 y 1609 Wilnie wszystkiemu świadomych. Threnos szybko stał się dziełem symbolizującym w oczach prawosławnych opór przeciwko siłowemu wprowadzaniu unii. Zygmunt III Waza, który zapoznał się z tym tekstem w kwietniu 1610 roku w obozie wojsk polskich pod Smoleńskiem, nakazał skonfiskować cały nakład traktatu, zabronić jego lektury i uwięzić autora i wydawcę. To samo polecał czynić z innymi publikacjami brackiej drukarni w Wilnie. Smotrycki nie trafił jednak do więzienia, spotkało to jedynie drukarza Leoncjusza Karpowicza. To, że autor Threnosu pozostał na wolności, Mironowicz przypisuje temu, iż trwała wojna polsko-turecka.
Odpowiedzią katolików na Threnos był tekst Piotra Skargi Na Threny i lament Theophila Orthologa do Rusi greckiego nabożeństwa przestroga, wydany również w 1610 roku w Krakowie. Jego treść wskazuje, jak wielkie wrażenie wywarł tekst na katolikach, którzy uznali go za niebezpieczny i szkodzący planom unijnym. Ze strony unickiej polemikę ze Smotryckim podjął Joachim Morochowski (w broszurze Papnyopia). Z kolei nuncjusz Francesco Simonetti, pisząc o traktacie do Rzymu, ocenił jego publikację jako poważny cios dla unijnej propagandy.
W latach 1610–1616 Smotrycki prawdopodobnie przebywał w majątku Sołomereckich, przyjęty przez matkę Bohdana Sołomereckiego Ewę, gorliwą wyznawczynię prawosławia. Miał także możliwość głoszenia kazań w ludowym języku ruskim, przez co zyskał szacunek miejscowej ludności. Być może Smotrycki opuścił Wilno, obawiając się uwięzienia za autorstwo Threnosu. Sam wspominał następnie, że kilka lat pomiędzy zakończeniem nauki a wstąpieniem do klasztoru spędził na „dworskich rozrywkach”. Niektórzy autorzy sugerowali, iż w okresie tym był przez kilka lat rektorem szkoły brackiej przy monasterze Objawienia Pańskiego w Kijowie, David Frick twierdzi jednak, że jest to mało prawdopodobne, a Smotrycki bywał w Kijowie nie dłużej niż na kilka tygodni, był bowiem na stałe związany z bractwem wileńskim.
Będąc jeszcze osobą świecką Smotrycki wydał w 1616 roku zbiór homilii i ukończył prace nad gramatyką języka cerkiewnosłowiańskiego (Ґрамматіки Славенския правилное Cvнтаґма), opublikowaną w 1619 roku już pod imieniem zakonnym.

### Mnich

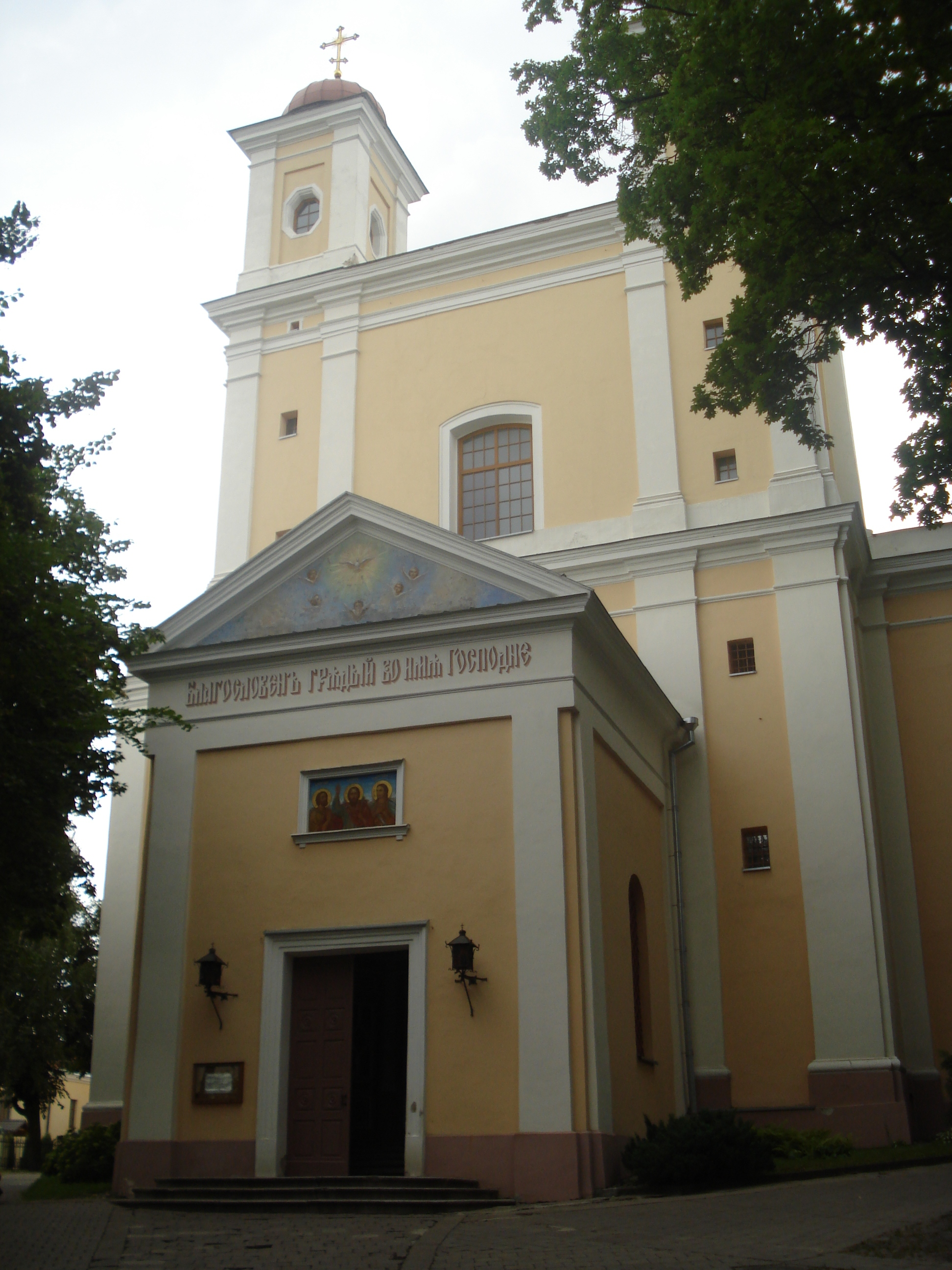
Monaster św. Ducha w Wilnie, z którym Melecjusz Smotrycki był związany jako mnich i polemista prawosławny

Dokładna data złożenia wieczystych ślubów mniszych przez Maksyma Smotryckiego nie jest znana. Mogło to nastąpić już ok. 1616 roku, jednak wtedy Smotrycki mógł jedynie zamieszkać w monasterze św. Ducha w Wilnie (być może w charakterze posłusznika), nie wiążąc się jeszcze na stałe ze wspólnotą. Prawdopodobnie mnichem został w 1617 lub na początku 1618 roku; wydana w roku następnym jego gramatyka słowiańska była już sygnowana imieniem zakonnym Melecjusz.
Będąc prawosławnym mnichem przyszły biskup utrzymywał kontakty z wileńskimi unitami. Fakt ten był już za jego życia przedmiotem ostrych polemik. Gdy Melecjusz Smotrycki został wyświęcony na prawosławnego biskupa, unici starali się podważyć jego wiarygodność, twierdząc, że już w Wilnie stał się on kryptounitą, składając w tajemnicy katolickie wyznanie wiary. W opublikowanym w 1621 roku unickim pamflecie Sowita wina (być może autorstwa Józefa Welamina Rutskiego) stwierdzono nawet, że Smotrycki, przebywając w klasztorze wileńskim jako posłusznik, prowadził podwójną grę i działał na szkodę prawosławia. Wieczyste śluby mnisze miał natomiast złożyć jedynie dlatego, iż prawosławne bractwo wileńskie zmusiło go do opowiedzenia się jednoznacznie po jednej ze stron konfliktu wyznaniowego. Sam duchowny pisał, że kontakty z unitami nawiązał za zgodą przełożonego monasteru Św. Ducha i że ich celem było przekonanie ich do powrotu do prawosławia. Zdaniem Fricka nie ma powodu, by nie wierzyć tym wyjaśnieniom. W jego ocenie gdyby przyszły hierarcha naprawdę był w tajemnicy unitą, nie ukrywałby tego faktu, gdy przeszedł otwarcie do Kościoła unickiego. Tymczasem jego pisma z tego okresu nie zawierają żadnych wzmianek o podobnej działalności.

### Prawosławny arcybiskup połocki

#### Chirotonia biskupia
Mnich Melecjusz Smotrycki został wyświęcony na biskupa w październiku 1620 roku w Kijowie przez patriarchę jerozolimskiego Teofana III, wracającego z Moskwy do swojej siedziby przez terytorium Rzeczypospolitej. Jego chirotonia odbyła się w tajemnicy w prywatnym domu w kijowskiej dzielnicy Padół pod eskortą Kozaków zaporoskich. Nominację biskupią mnich Melecjusz zawdzięczał wsparciu archimandryty Leoncjusza, przełożonego monasteru Św. Ducha w Wilnie. To on był początkowo brany pod uwagę jako kandydat na prawosławnego biskupa połockiego, odmówił jednak przyjęcia chirotonii, powołując się na bardzo zły stan zdrowia. Przed Melecjuszem Teofan III wyświęcił jeszcze biskupa przemyskiego Izajasza i metropolitę kijowskiego Hioba, a po nim, już w 1621 roku – biskupa włodzimiersko-brzeskiego Józefa, łuckiego Izaaka, chełmskiego Paisjusza oraz mianował biskupa Stagonu i Meteory Abrahama ordynariuszem eparchii turowsko-pińskiej. W ten sposób w Rzeczypospolitej po unii brzeskiej ponownie zaczęła funkcjonować hierarchia prawosławna (dyzunicka). Chirotonie, którym przewodniczył patriarcha Jerozolimy, odbyły się bez wymaganej w takich przypadkach zgody króla, co oznaczało, że wyświęceni biskupi nie byli uznawani za legalnie działających hierarchów przez państwo.
Zygmunt III Waza dowiedział się o działalności Teofana III w końcu 1620 roku, jednak nie chcąc drażnić Kozaków zaporoskich nie zareagował na nią. Pod naciskiem nuncjusza apostolskiego oraz hierarchii unickiej w lutym 1621 roku wydał uniwersał, w którym zarzucił wyświęconym biskupom naruszenie prawa podawania i zdradę państwa. Duchowni prawosławni zostali oskarżeni o konszachty ze szpiegiem, który bezprawnie podawał się za patriarchę Jerozolimy. W rezultacie większość nielegalnie konsekrowanych biskupów nie wyjechała do przydzielonych im eparchii, lecz pozostała pod ochroną Kozaków w Kijowie lub okolicznych monasterach. Melecjusz Smotrycki jako jedyny udał się do swojej stolicy biskupiej, Połocka. Przeciwko niemu oraz przeciwko metropolicie kijowskiemu Hiobowi wydane zostały nakazy aresztowania.

#### Działalność na urzędzie arcybiskupa połockiego
Mimo wydanego nakazu aresztowania biskup Melecjusz uroczyście wjechał do Wilna i został tam entuzjastycznie przyjęty przez prawosławnych mieszczan. Wydarzenie to przyczyniło się do ponownego wybuchu prawosławno-katolickiego konfliktu w mieście: w jego rezultacie prawosławni radni zostali usunięci z rady miejskiej, a kilkunastu mieszczan zostało oskarżonych o zdradę stanu na równi z biskupami Melecjuszem i Hiobem. Obie strony przedstawiały swoje dogmatyczne racje w pamfletach i innych publikacjach. Unici rozpowszechniali zawarte w królewskim uniwersale zarzuty wobec Teofana III i wyświęconych przez niego biskupów, prawosławni starali się wykazać ich bezzasadność. Głos w dyskusji zabrał także biskup Melecjusz, publikując wiosną 1621 roku Weryfikację niewinności, w którym utrzymywał, że wszystkie chirotonie odbyły się z poszanowaniem przepisów prawa kanonicznego oraz prawa świeckiego. Odpowiedzią unitów na ten tekst był pamflet Sowita Wina, w którym powtórzone zostały oskarżenia zawarte już w uniwersale Zygmunta III. Szczególnie uwypuklony został wątek nakłaniania Kozaków do nieposłuszeństwa wobec króla polskiego. Z kolei w odpowiedzi na wymieniony tekst wszyscy hierarchowie Kościoła prawosławnego przedłożyli królowi pismo Justyfikacja niewinności, którego autorem był najprawdopodobniej Melecjusz Smotrycki, według innego źródła – metropolita Hiob. Pismo to było obszerną deklaracją lojalności prawosławnych wobec Rzeczypospolitej, jak również przypomnieniem zasług dla państwa, jakie na przestrzeni wieków oddawali Rusini. Nie odegrało jednak zamierzonej roli – nie przekonało króla do legalizacji prawosławnej hierarchii. Równocześnie nigdy nie zostały wyegzekwowane nakazy aresztowania biskupów. Prawdopodobnie również w tym przypadku król nie chciał doprowadzić do rozruchów na tle religijnym w miastach oraz do buntu kozackiego. Osobną odpowiedź, zawierającą te same argumenty, opublikował arcybiskup Melecjusz pod tytułem Obrona Weryfikacji.
Odpowiedzią unitów na wymienione wyżej teksty była publikacja dzieł Tymoteusza Symonowicza pt. Próba weryfikacji omylnej i dowód swawoleństwa czerńców, a następnie anonimowego traktatu Examen obrony tj. odpis na skrypt Obrona Weryfikacji, wydanego w unickim monasterze Trójcy Świętej w Wilnie. Ponownie replikował arcybiskup Melecjusz, pisząc Elenchus pism uszczypliwych przez zakonniki Św. Trójce wydanych.
Jako arcybiskup połocki Melecjusz Smotrycki rezydował nadal w monasterze Św. Ducha w Wilnie. W 1622 udał się do Warszawy na obrady sejmu. W czasie ich trwania został zaproszony na audiencję u króla Zygmunta III Wazy, jednak w obawie przed aresztowaniem nigdy nie pojawił się przed obliczem władcy, lecz wyjechał z Warszawy do Kijowa. Razem z metropolitą kijowskim Hiobem zamieszkał w monasterze Objawienia Pańskiego w Kijowie; z pewnością był już tam w grudniu 1622 roku, gdyż opublikowana z datą 6 grudnia (według kalendarza juliańskiego) Weryfikacja Niewinności została wydana w drukarni tegoż klasztoru. Z pewnością arcybiskup połocki pozostał w Kijowie jeszcze kilka miesięcy. W grudniu 1622 roku arcybiskup połocki i metropolita kijowski otrzymali od prymasa Wawrzyńca Gembickiego projekt nowej unii kościelnej, opracowany przez Kongregację Rozkrzewiania Wiary. Ustosunkowali się do niego negatywnie.
Będąc arcybiskupem połockim Melecjusz Smotrycki utrzymywał przy tym kontakt listowny z prawosławnymi mieszczanami z Połocka i Witebska. W 1621 roku skierował do Witebska mnicha Sylwestra z listem, w którym informował o objęciu przez siebie katedry i o nieprawowierności unickiego biskupa połockiego Jozafata Kuncewicza. W kolejnych latach za pomocą listów organizował opór mieszczan przeciwko działalności unickiego hierarchy, który od objęcia katedry połockiej w 1618 prowadził szeroko zakrojoną aktywność na rzecz nawracania prawosławnych na unię, korzystając z poparcia władz świeckich i wojska, co pozwalało mu siłowo przejmować kolejne prawosławne obiekty sakralne. 12 listopada 1623 roku Kuncewicz został zamordowany w Witebsku przez tłum prawosławnych mieszczan. W ocenie niektórych autorów prawosławny arcybiskup połocki przyczynił się do tej śmierci swoimi listami, podburzającymi wiernych. Taką też wersję wydarzeń przyjął Kościół katolicki w momencie beatyfikacji biskupa-męczennika. Także unici powszechnie oskarżali prawosławnego hierarchę o zainspirowanie mordu. Inni autorzy odrzucają pośrednie sprawstwo Melecjusza Smotryckiego.

#### Podróż do Konstantynopola
W 1623 Melecjusz Smotrycki opuścił Rzeczpospolitą i udał się do Konstantynopola. Większość autorów przyjmowała, iż wyjazd ten nastąpił już po śmierci Jozafata Kuncewicza i że wydarzenie to miało wpływ na decyzję arcybiskupa połockiego, by wyjechać za granicę. Antoni Mironowicz dodawał, że Melecjusza skłoniła do wyjazdu antyprawosławna nagonka po zabójstwie unickiego arcybiskupa. Źródłem dla tego poglądu były rozpowszechniane przez unitów od 1626 roku twierdzenia, jakoby hierarcha zbiegł z Rzeczypospolitej w obawie przed odpowiedzialnością za śmierć unickiego władyki. David Frick na podstawie analizy źródeł twierdzi, że arcybiskup połocki w momencie śmierci Kuncewicza nie znajdował się na terytorium Rzeczypospolitej, a do Konstantynopola wyjechał wprost z Kijowa latem 1623 roku.
Arcybiskup Melecjusz dotarł do Konstantynopola jeszcze w 1623 roku, najpóźniej wiosną 1624 roku. Według Hodany pragnął uzyskać od patriarchy Cyryla oficjalne potwierdzenie prawowierności swojego katechizmu. Nie otrzymał jej jednak. Wydarzenie to doprowadziło go do wniosku, że Patriarchat Konstantynopolitański odstąpił od prawdziwej wiary i zaczął hołdować błędnym tezom teologii protestanckiej. Sam hierarcha w swoich wspomnieniach opisał, iż sytuacja Patriarchatu Konstantynopolitańskiego, panujące w nim korupcja i upadek obyczajów, przeraziły go, doszedł również do przekonania, że najwyżsi hierarchowie tegoż Kościoła głosili błędne, kalwińskie nauczanie. Twierdził także, że podstawowym celem podróży było rozwianie wątpliwości w kwestii prawd wiary, jakie nurtowały go od kilku lat, a jakich nie potrafił rozwiązać w Rzeczypospolitej, udał się zatem do źródeł prawosławia. Z listu Hioba (Boreckiego) do zastępcy Melecjusza na urzędzie archimandryty wileńskiego, archimandryty Józefa, wynika, że w sierpniu 1624 roku arcybiskup wyjechał z Konstantynopola do Jerozolimy, dotarł tam po dwunastodniowej podróży i postanowił pozostać do najbliższej Paschy. Melecjusz Smotrycki odbył pielgrzymki do najważniejszych miejsc związanych z działalnością Jezusa Chrystusa, spotkał się także z patriarchą Teofanem III. Następnie wrócił na krótko do Konstantynopola, lecz musiał opuścić miasto z powodu wybuchu epidemii. Z patriarchą Cyrylem spotkał się jedynie przelotnie. W czasie jednej z wizyt w Konstantynopolu otrzymał od patriarchy list odbierający bractwom prawosławnym w Rzeczypospolitej (lwowskiemu i wileńskiemu) przywilej stauropigii. Dokument ten został wystawiony na jego osobiste życzenie, Melecjuszowi zależało bowiem na wzmocnieniu kompetencji biskupów ordynariuszy, którzy często popadli w konflikty z bractwami.
Po śmierci hierarchy unici utrzymywali, że wracając do Rzeczypospolitej udał się on do Rzymu. Zdaniem Fricka jest to jednak informacja nieprawdopodobna, pełniąca raczej funkcję figury stylistycznej, sugestii, iż rozczarowany Konstantynopolem prawosławny biskup odnalazł prawdę w Rzymie. Jesienią 1625 roku zatrzymał się na krótko w Jassach, po czym wjechał do Rzeczypospolitej. W 1626 roku był już z powrotem w Kijowie. 6 listopada tegoż roku biskupi uniccy zgromadzeni w Kobryniu prosili króla polskiego o opiekę, by działalność prawosławnego arcybiskupa połockiego, który wrócił do Rzeczypospolitej, nie doprowadziła do śmierci kolejnego z nich. W Kijowie przebywał, razem z metropolitą Hiobem, co najmniej do niedzieli Triumfu Prawosławia, tj. do początku marca 1626 roku.

### Konwersja
Przyczyny, dla których Melecjusz Smotrycki porzucił prawosławie i przeszedł do Kościoła unickiego, były przedmiotem kontrowersji i sporów między autorami katolickimi i prawosławnymi jeszcze za życia samego duchownego. W dyskursie unickim przyjęcie katolicyzmu przez dawnego obrońcę prawosławia w Rzeczypospolitej było przedstawiane jako cud, do którego doszło za sprawą pośrednictwa męczennika Jozafata Kuncewicza. Opis taki, pierwszy raz zasugerowany przez Józefa Welamina Rutskiego, zawarto nawet w bulli Piusa IX z 1867 roku, kanonizującej Kuncewicza. Smotryckiego porównywano także ze św. Pawłem nawracającym się niespodziewanie po ukamienowaniu św. Szczepana. Prawosławni z kolei przedstawiali jego konwersję jako rezultat przywiązania do ziemskich bogactw, sugerując, że został skuszony pieniędzmi i obietnicą objęcia godności przełożonego unickiego monasteru w Dermaniu. Były arcybiskup połocki ukazywany był jako zdrajca prawdziwej wiary, porównywano go z Judaszem lub z Lutrem. Przeciwko Melecjuszowi powstała cała grupa prawosławnych pamfletów.
Sam duchowny rzadko odnosił się w swoich pismach do przyczyn zmiany wyznania, chętnie natomiast kontrastował ze sobą „starego” i „nowego” Smotryckiego. Sugerował, że przed konwersją nie był pewien, w co naprawdę wierzy, podczas gdy po przyjęciu katolicyzmu odzyskał pewność w tej kwestii. Podawał również różne daty podjęcia ostatecznej decyzji o przyjęciu unii, od 1623 roku (przed wyjazdem do Konstantynopola) nawet do 1628 roku. Twierdził, że już od 1615 roku toczył walkę wewnętrzną, którą jeszcze wzmagały w nim jego własne teksty, w których bronił, z coraz mniejszym wewnętrznym przekonaniem, dogmatyki prawosławnej; sugerował, że jeszcze przed chirotonią biskupią nie zgadzał się z duchem kolejnych antyunickich publikacji bractwa wileńskiego.
Szereg badaczy twierdzi, że arcybiskup Melecjusz postanowił dokonać konwersji na unię pod wpływem rozczarowania, jakie przyniosła mu podróż do Konstantynopola. Decyzja ta była rezultatem głębokiego kryzysu duchowego i ostatecznego przekonania, że tylko ścisłe związanie się Rusi z państwem polsko-litewskim, poprzez unię kościelną, pomoże w odrodzeniu ruskiego narodu i kultury. Mironowicz twierdzi, iż rozczarowanie Smotryckiego doświadczeniami z podróży do dwóch starożytnych patriarchatów sprawiło, że postanowił poświęcić wszystkie swoje siły sprawie zjednoczenia „Rusi z Rusią”, tj. unitów i prawosławnych, w jednym, unickim Kościele.
6 lipca 1627 roku Melecjusz Smotrycki wysłał list do papieża Urbana VIII, prosząc o przebaczenie grzechów i o przyjęcie do Kościoła katolickiego. Drugi list zaadresował do kardynała Ottavio Bandiniego, którego przekonywał, iż odtąd nie odejdzie „nawet na włos” od wiary katolickiej. 10 lipca 1627 roku unicki metropolita Józef Welamin Rutski informował listownie papieża o konwersji Melecjusza Smotryckiego. Fakt zmiany wyznania przez byłego prawosławnego arcybiskupa i polemistę był jeszcze wówczas ukrywany w tajemnicy. O zgodę na posługiwanie się przez jakiś czas prawosławnymi tytułami i pozorne wykonywanie obowiązków arcybiskupa połockiego Smotrycki prosił papieża w osobnym liście, wysłanym w tym samym czasie, co list z prośbą o przyjęcie do Kościoła katolickiego.

### Biskup unicki

#### Działalność w okresie ukrytej przynależności do Kościoła unickiego. Przygotowania do soborów kijowskich

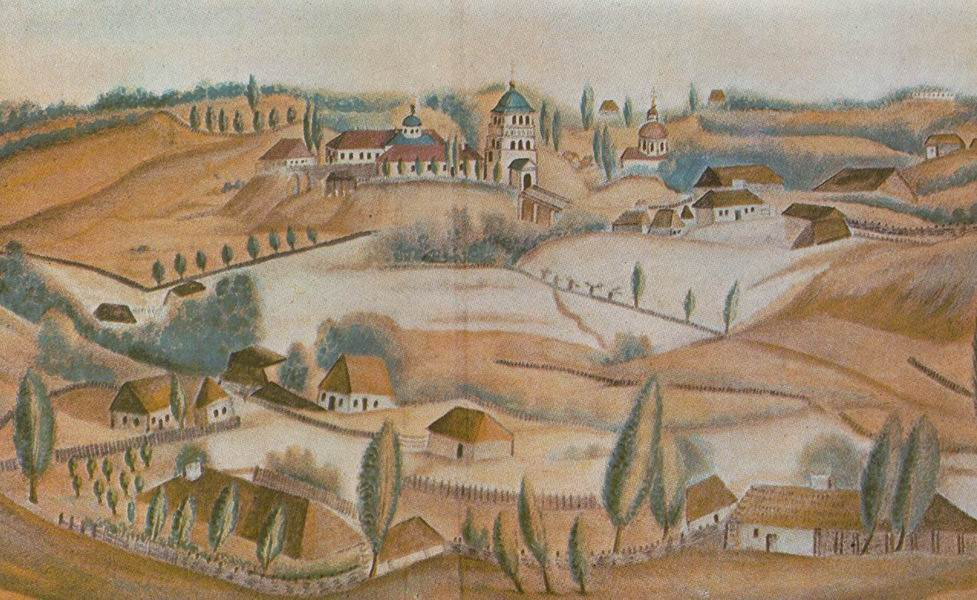
Widok monasteru w Dermaniu. Smotrycki rezydował w nim po powrocie z Konstantynopola, będąc już unitą.

Po przyjęciu unii Melecjusz Smotrycki stał się wielkim orędownikiem całkowitego zjednoczenia Kościołów. Kontynuował starania w tym zakresie, jakie podjął jeszcze w latach 1621–1624 metropolita unicki Józef Welamin Rutski (wszystkie powstałe wówczas projekty nowej unii zostały stanowczo odrzucone przez hierarchię prawosławną). Ukrywał przy tym, iż sam dokonał już konwersji na unię. Jego postawa zaczęła jednak budzić podejrzenia części duchowieństwa. O ile zachował popularność wśród kapłanów i wiernych na Białorusi, zarówno wileńskie bractwo, jak i mnisi z klasztorów kijowskich przestali mu ufać. Także katolicy nie byli jeszcze przekonani, czy Smotrycki zachowuje pełną wierność wobec niedawno przyjętego katolicyzmu. 8 kwietnia 1628 roku kardynał Ludovisi w liście do Aleksandra Zasławskiego domagał się, by duchowny publicznie wygłosił katolickie wyznanie wiary. Smotrycki nie rezydował już wtedy w Wilnie, ale w monasterze w Dermaniu.
Przebieg wydarzeń, które doprowadziły do ostatecznego ujawnienia konwersji Smotryckiego, znany jest z kilku świadectw pochodzących od niego samego lub od jego prawosławnych przeciwników – z wydanej w 1628 roku Apologii Smotryckiego oraz anonimowego dzieła Apolleia Apologii. Smotrycki twierdził, że po raz pierwszy po konwersji spotkał się z prawosławnymi biskupami Rzeczypospolitej w czasie obchodów święta Narodzenia Matki Bożej w roku 1627 w Kijowie. W spotkaniu uczestniczył także Piotr Mohyła, będący nadal osobą świecką. Mohyła oraz metropolita Hiob poprosili Smotryckiego o okazanie im katechizmu, który wcześniej zaprezentował patriarsze Konstantynopola. Ten zgodził się pod warunkiem, że metropolita wyrazi zgodę na opublikowanie przez niego sześciu rozdziałów omawiających różnice między prawosławiem a katolicyzmem, zanim jeszcze sobór Kościoła prawosławnego w Rzeczypospolitej zatwierdzi cały katechizm. Kolejne spotkanie hierarchów miało miejsce w VI niedzielę Wielkiego Postu w Horodku, majątku należącym do Ławry Pieczerskiej. Udział w nim wzięli, oprócz Melecjusza Smotryckiego, także metropolita Hiob, biskup łucki Izaak, chełmski Paisjusz oraz Piotr Mohyła, który był już przełożonym Ławry Pieczerskiej. Smotrycki wygłosił w czasie spotkania mowę, w której omawiał sześć podstawowych różnic dzielących obydwa wyznania. Następnie zgromadzeni postanowili zwołać sobór Kościoła prawosławnego w Rzeczypospolitej do Kijowa; udział w nim mieli brać nie tylko duchowni, ale i przedstawiciele prawosławnej szlachty i mieszczaństwa. Biskupi zgodzili się, by w czasie soboru Smotrycki przedstawił projekt zjednoczenia Kościołów prawosławnego i unickiego. Hierarchowie zgodzili się tym samym na to, by wbrew wcześniejszym ustaleniom Melecjusz Smotrycki opublikował nie nowy traktat omawiający różnice między rywalizującymi Kościołami a tekst o całkowicie odmiennej wymowie. Smotrycki przekonywał później, że zarówno metropolita Hiob, jak i Piotr Mohyła, dopuszczali możliwość zawarcia nowej unii. Dopiero zdecydowanie antyunijna postawa Kozaków przybyłych na sobór do Kijowa skłoniła ich do zmiany stanowiska. Według Mironowicza to Smotrycki przekonał metropolitę Hioba do organizacji soboru w sierpniu 1628 roku.
W czasie przygotowań do prawosławnego soboru Smotrycki kontaktował się z metropolitą Rutskim, przedstawiając mu do konsultacji opracowywany przez siebie katechizm. Mimo to w kręgach katolickich nadal wyrażane były wątpliwości co do szczerości jego intencji.

#### Sobór kijowski 1628 roku

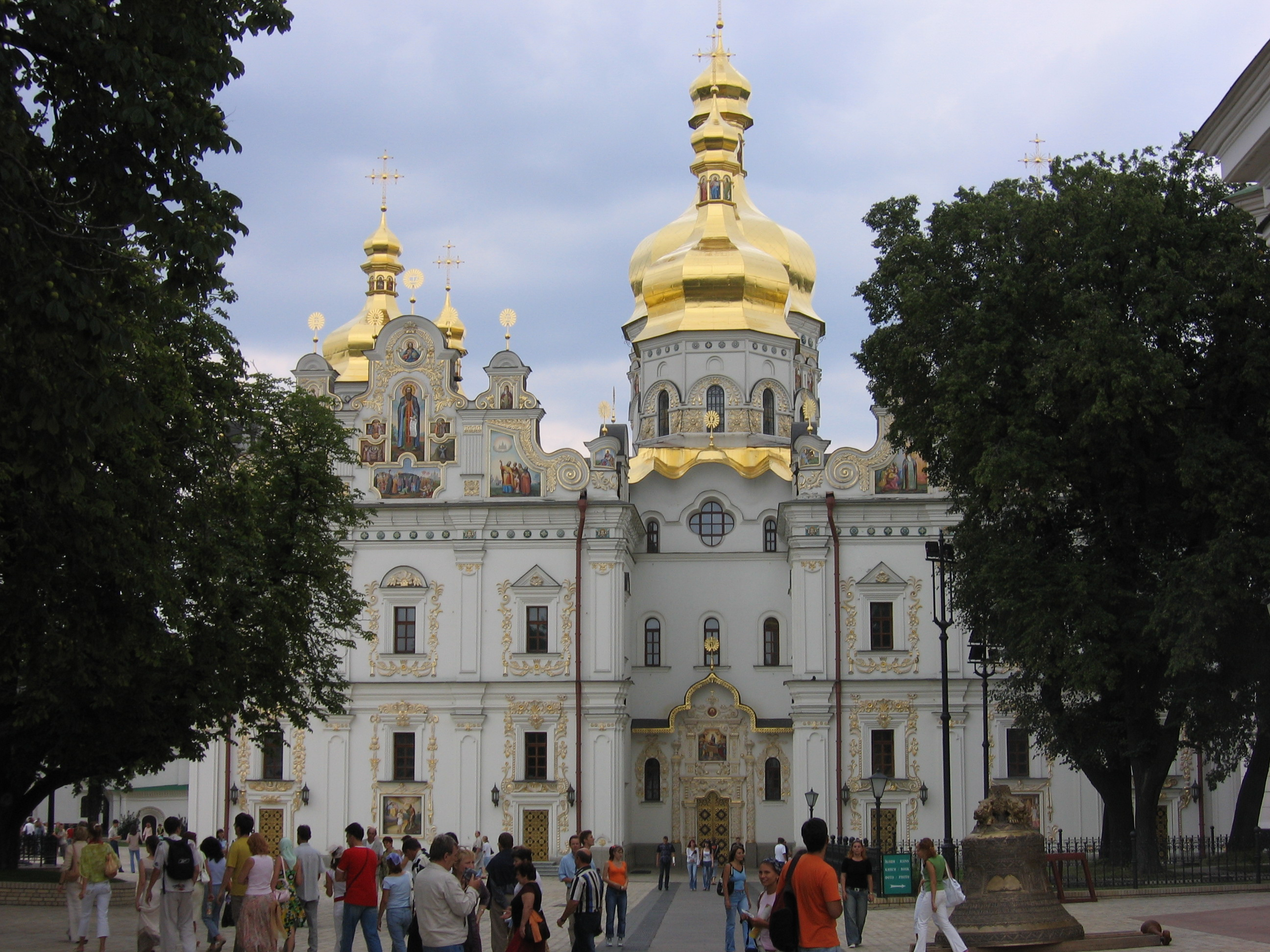
Ławra Pieczerska, miejsce obrad soboru prawosławnego w 1628 roku

Smotrycki opisywał, że cały sobór odbywał się w napiętej atmosferze, a świeccy delegaci, przede wszystkim Kozacy, wymuszali określone decyzje na biskupach. Smotrycki był w coraz większym stopniu podejrzewany o sympatie prounickie. Dlatego po swoim przyjeździe do Kijowa nie został zakwaterowany w Ławrze Pieczerskiej (Piotr Mohyła nie chciał przyjmować w kierowanym przez siebie monasterze osoby niepewnej) i musiał zamieszkać w monasterze św. Michała Archanioła o Złotych Kopułach. Duchowny opisywał, że już w trakcie soboru odwiedzali go przedstawiciele Kozaczyzny, którzy grozili mu nawet śmiercią, w wypadku gdyby hierarchia prawosławna zgodziła się na przystąpienie do unii.
Swój projekt nowej unii kościelnej oraz argumenty za jej wprowadzeniem Smotrycki zawarł w traktacie Apologia peregrinacjej do Krajów Wschodnich. Dyskusja nad projektami unijnymi Smotryckiego odbyła się na kijowskim soborze, bez udziału delegatów kozackich. Mimo to pod ich wyraźną presją prawosławni duchowni jednoznacznie odrzucili propozycje byłego arcybiskupa połockiego, a jego traktat potępili. Smotryckiemu zarzucono głoszenie herezji, w tym sabelianizmu i manicheizmu. Nie zgodzono się na wprowadzenie przez niego poprawek do traktatu, a zażądano publicznego odrzucenia zawartych w nim twierdzeń. W czasie nieoficjalnego spotkania z hierarchami w jednej z cerkwi Ławry Pieczerskiej Smotrycki podpisał przedstawione mu oświadczenie o wyrzeczeniu się tez Apologii i o tym, że nie powróci po soborze do monasteru w Dermaniu. Jednak jeszcze tego samego dnia (jak twierdził Smotrycki – zupełnie niespodziewanie) w czasie nabożeństwa wieczornego, zgromadzeni raz jeszcze potępili Apologię: każdy z hierarchów przeklął księgę, podarł jedną z jej kart i spalił. Uczynił to wówczas także Melecjusz Smotrycki. Według prawosławnej relacji z tego samego wydarzenia były arcybiskup połocki wiedział o planowanym potępieniu jego traktatu i pogodził się z tym faktem. Już po zakończeniu obrad soboru episkopat prawosławny ogłosił pisemne potępienie pism Smotryckiego, na które ten odpowiedział dwoma nowymi tekstami polemicznymi: Protestacją, wydaną jeszcze w tym samym roku, oraz Exethisis z 1629 roku. Z tymi z kolei dziełami polemizował w traktacie Antypologia diplica Eustachy Kisiel. Dzieła Smotryckiego powstałe w okresie lat 1628–1629 były także wielokrotnie krytykowane publicznie przez prawosławnych mnichów z Rzeczypospolitej.
Oznaczało to fiasko unijnych inicjatyw hierarchy, chociaż projekty zjednoczenia obydwu Kościołów były jeszcze przedstawiane w kolejnych latach. Swoje argumenty za unią Smotrycki przedstawiał ponownie w wydanej w 1629 roku pracy Paraenensis, abo napomnienie do narodu ruskiego. I tym razem nie zyskał poparcia prawosławnego episkopatu.
Smotrycki był uważany za biskupa prawosławnego jeszcze w styczniu 1629 roku (Józef Bobrykowicz był jeszcze wtedy jego zastępcą na urzędzie przełożonego monasteru Św. Ducha w Wilnie), jednak już kilka miesięcy później prawosławni jednoznacznie uznali go za zdrajcę, który wyrzekł się dawnego wyznania dla prywatnych materialnych korzyści. Także Kościół katolicki nie od razu po soborze kijowskim uznał Smotryckiego za w pełni oddanego sprawie unii, zwłaszcza, że ten nadal nie przyznał publicznie, że porzucił prawosławie. Dopiero w połowie 1629 roku obawy katolików w tym zakresie wygasły. W dokumentach Kongregacji Rozkrzewiania Wiary od tego momentu znajdują się jedynie wyrazy przekonania, iż Smotrycki będzie doskonałym katolikiem, oddanym umacnianiu unii.
Sam moment oficjalnego, publicznego wygłoszenia przez Smotryckiego katolickiego wyznania wiary, co ostatecznie zakończyło kontrowersje wokół jego przynależności konfesyjnej, nie został precyzyjnie ustalony. Musiało to jednak nastąpić między jego powrotem do Dermania po soborze kijowskim (pod koniec sierpnia 1628 roku) a styczniem 1629 roku, gdy unicki metropolita Józef Welamin Rutski miał już do niego całkowite zaufanie. Smotrycki w swoich pismach nigdy nie wspomina daty ani okoliczności ostatecznego porzucenia prawosławia.
We wrześniu 1629 roku Smotrycki brał udział w prawosławno-unickim synodzie we Lwowie, gdzie otwarcie występował już po stronie unickiej i wzywał prawosławnych do przejścia na katolicyzm. Było to jego ostatnie wystąpienie publiczne, w czasie którego zabierał głos na tematy związane z religią i położeniem narodu ruskiego. Synod lwowski, który w założeniach króla i unickiego metropolity miał doprowadzić do powołania w Rzeczypospolitej unickiego patriarchatu, zakończył się całkowitym fiaskiem, gdyż ani prawosławna hierarchia, ani nawet bractwo lwowskie nie skierowały na niego swoich delegatów.

#### Arcybiskup Hierapolis
Chociaż Smotrycki zapewniał, że przechodząc na katolicyzm jest gotów zostać przeniesiony do stanu świeckiego, w rzeczywistości zależało mu na zachowaniu, choćby tytularnej, godności kościelnej. Nie mógł jednak pozostać arcybiskupem połockim, gdyż katedra ta w Kościele unickim była już obsadzona. Józef Welamin Rutski sugerował jeszcze w 1627 roku, by Smotrycki został biskupem pomocniczym w jednej z eparchii unickich, sugerując nadanie mu tytułu biskupa halickiego. Kwestia ta była jednak omawiana w Rzymie dopiero w 1630 roku, gdy ustały już wszelkie wątpliwości co do oddania Smotryckiego dla katolicyzmu. Odrzucono jednak sugestię Rutskiego i rozważano jedynie dwie możliwości: tytuł arcybiskupa Christopolis (położonego na górze Athos) lub Hierapolis (dawnego miasta starożytnego, zniszczonego w 1354, jego teren znajdował się pod panowaniem osmańskim). Ostatecznie 5 czerwca 1631 roku papież Urban VIII nadał Melecjuszowi Smotryckiemu tytuł arcybiskupa Hierapolis. Tym samym były prawosławny arcybiskup połocki otrzymał w Kościele katolickim godność, która nie dawała żadnych realnych uprawnień. Przyczyną takiej decyzji papieża mogła być negatywna ocena postawy Smotryckiego na soborze w Kijowie, gdzie nie przyznał się on do swojej konwersji. Już 12 czerwca 1631 roku Smotrycki pisał do Rzymu, iż pragnąłby zostać ordynariuszem faktycznie działającej diecezji, najlepiej na ziemiach ruskich. Równocześnie odmawiał wyjazdu w charakterze misjonarza na Athos, gdzie, jak twierdził, jego działalność nie miałaby szans powodzenia. W jego ocenie tylko działalność unitów na Rusi mogła prowadzić do skutecznego propagowania katolicyzmu wśród prawosławnych.
Duchowni uniccy w swoich listach do Rzymu w latach 30. XVII w. zapewniali konsekwentnie, że Smotrycki z zapałem angażował się w życie Kościoła. Mnogość wymienionych listów sugeruje jednak, że pewne wątpliwości w sprawie jego osoby nie ustały nigdy i że do końca życia pozostawał on pod szczególnym nadzorem unickich hierarchów. Smotrycki nie zerwał także wszystkich kontaktów z prawosławnymi. Nadal otrzymywał listy od bractwa wileńskiego i od niektórych prawosławnych mnichów. W swoich listach apelował, by prawosławni przyjęli unię, dopóki byli jeszcze społecznością złożoną nie tylko z chłopów. W ten sposób mieli zachować pewne uprawnienia i przywileje. W przeciwnym razie, jak twierdził, w miarę porzucania prawosławia przez kolejne rodziny szlacheckie pozostali wyznawcy zostaną zmuszeni do przyjęcia katolicyzmu bezwarunkowo. Równocześnie, mimo zapewnień unitów, jakoby tworzył nowe teksty polemiczne broniące unii, w ostatnich czterech latach życia nie wydał żadnego dzieła teologicznego i w ogóle nie zabierał publicznie głosu w sprawach związanych z Kościołem.
16 lutego 1630 roku Smotrycki skierował do papieża Urbana VIII kolejny list, w którym przedstawił nowy plan rozwoju unii w Rzeczypospolitej, w którym sugerował użycie siły przy szerzeniu unii dzięki zjednoczeniu wysiłków Kościoła, państwa i katolickich magnatów. Rosnąca w miarę upływu czasu nietolerancja Smotryckiego wynikała z jego przekonania, że tylko przyjęcie unii pozwoli Rusinom stać się narodem politycznym, respektowanym na równi z Polakami i Litwinami, zachowującym swoją odrębność. Rusinów postrzegał jako naród wchodzący w skład większej społeczności prawosławnych Słowian, przy czym, zgodnie z pojęciami swojej epoki, do narodu zaliczał jedynie szlachtę. Był także przekonany, że przyłączona do Kościoła katolickiego Cerkiew ruska mogłaby zainicjować moralną odnowę całego prawosławia, jako ten lokalny Kościół, który cieszył się największą wolnością i posiadał najlepiej wykształcone duchowieństwo.
Melecjusz Smotrycki zmarł 27 grudnia 1633 roku. Jego ostatni spowiednik, jezuita Wojciech Kortycki, poświęcił jego pamięci mowę pogrzebową, którą wydał następnie drukiem. Metropolita Józef Welamin Rutski twierdził, że Smotrycki został otruty przez prawosławnego diakona, którego zatrudnił jako skrybę. Został pochowany w monasterze w Dermaniu, który pozostawał jego rezydencją od 1627 roku.

## Dyskusja nad możliwą kanonizacją

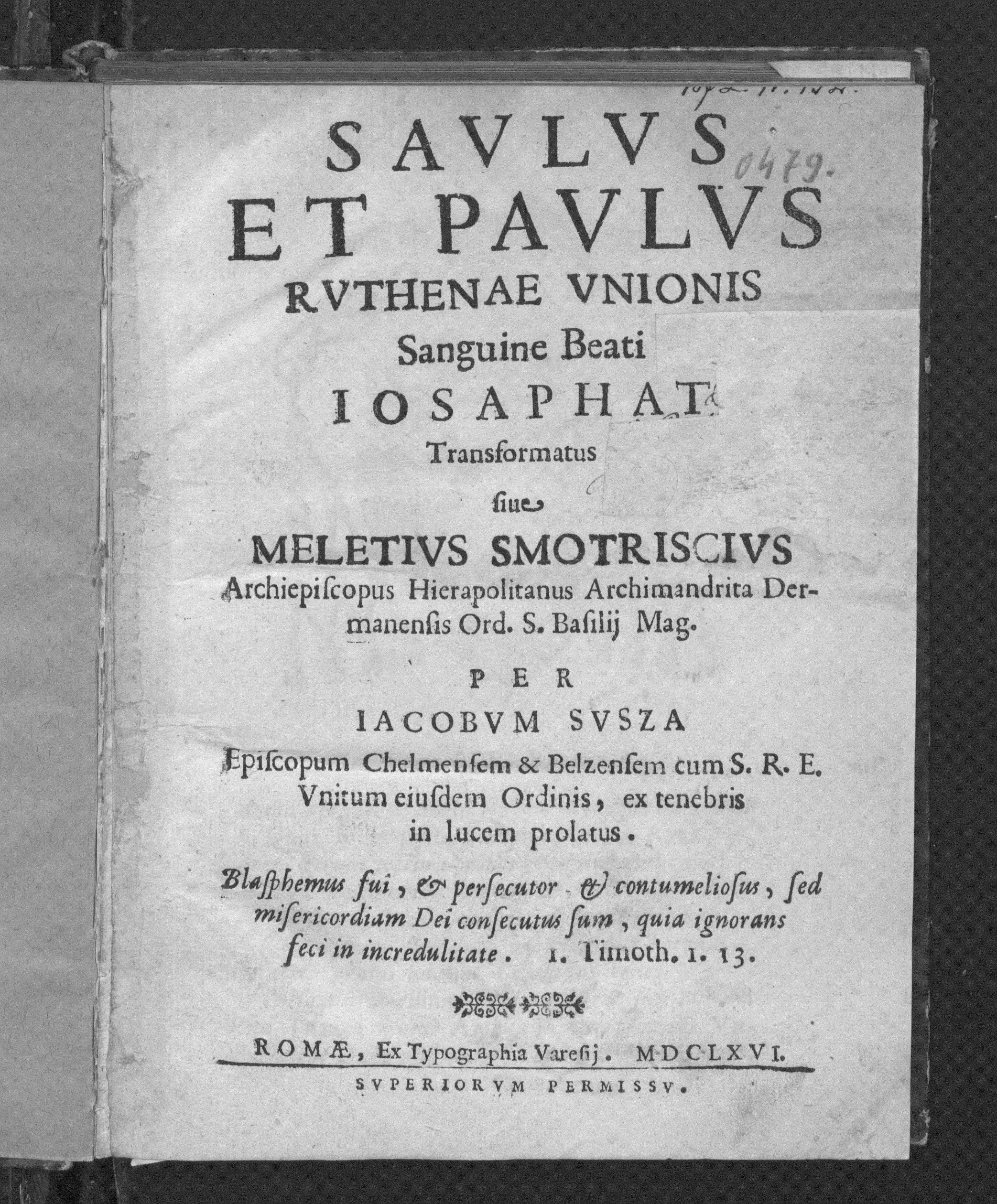
Saulus et Paulus ruthenae unionis, żywot Melecjusza Smotryckiego autorstwa Jakuba Suszy – karta tytułowa rzymskiego wydania z 1666

W czasie procesu beatyfikacyjnego Jozafata Kuncewicza, w 1637 roku, mogła być rozważana beatyfikacja także Melecjusza Smotryckiego, jako prześladowcy unii przemienionego w jej gorliwego obrońcę. Być może właśnie w celu popularyzacji żywota kandydata na ołtarze powstał żywot Smotryckiego spisany w 1666 roku przez Jakuba Suszę. Duchowny ten był po 1648 roku w Rzymie i mógł tam nakłaniać odpowiednie instytucje do rozważenia beatyfikacji zmarłego w 1633 roku Smotryckiego.
Opisy nadprzyrodzonych zdarzeń, jakie miały nastąpić po śmierci Smotryckiego, przekazał jego ostatni spowiednik. Według jego relacji umierający miał poprosić o włożenie mu do ręki w trumnie listu papieża Urbana VIII informującego go o otrzymaniu tytułu arcybiskupa Hierapolis. Uniccy mnisi zapomnieli jednak o tym w pierwszej chwili i włożyli list do trumny dopiero kilka godzin po śmierci duchownego. Wówczas dłoń zmarłego miała poruszyć się i mocno chwycić dokument. Jego wyjęcie z ręki zmarłego miało być możliwe dopiero wtedy, gdy nad ciałem stanął metropolita kijowski i zażądał zwrotu listu. W późniejszej wersji opisu tego wydarzenia Kortycki umieścił także informację, jakoby mnisi włożyli do trumny także list prawosławnego patriarchy Jerozolimy, jednak ten został całkowicie zignorowany. Kortycki zapewniał także, że przed pogrzebem dłoń trzymająca list cudownie się odnowiła, sprawiając wrażenie żywej. Metropolita Rutski potwierdzał, iż opisywane wydarzenia faktycznie miały miejsce, a nawet pisał o nich do Kongregacji Rozkrzewiania Wiary w sierpniu 1634 roku. 19 grudnia 1634 roku Kongregacja ta odbyła spotkanie, w czasie którego uznano, iż Smotrycki został zamordowany i powinien zostać kanonizowany jako męczennik. Sprawa była dyskutowana ponownie w lipcu 1635 roku, zaś w październiku tego samego roku przedstawiciel Kongregacji zwracał się do Rutskiego z prośbą o kopię opisu pośmiertnego cudu.
W 1635 roku bazyliański mnich Izajasz Rodowicz, który również był uczestnikiem pogrzebu Smotryckiego, stwierdził przed nuncjuszem papieskim w Warszawie Onorato Viscontim, iż zmarły biskup trzymał w trumnie obydwa listy – papieski i patriarszy. Chociaż w ostatecznym komunikacie Kongregacji stwierdzono, że Smotrycki ostatecznie „odrzucił” list patriarchy Teofana, wątpliwości w tym zakresie mogły być jedną z przyczyn, dla których proces kanonizacyjny Smotryckiego został zawieszony.

## Prace

### Gramatyka

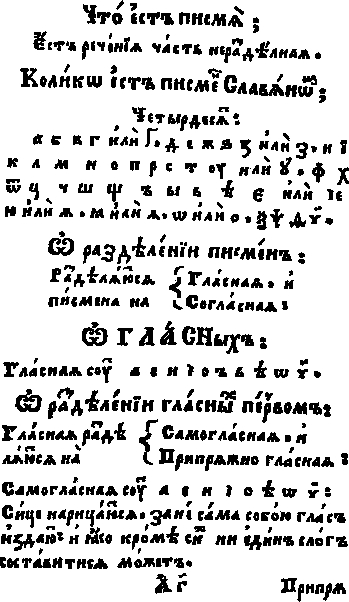
Karta z Gramatyki Smotryckiego

Celem publikacji Gramatyki Melecjusza Smotryckiego była popularyzacja języka cerkiewnosłowiańskiego oraz upowszechnienie znajomości jego zasad, przede wszystkim pod kątem użytku praktycznego. Była to najważniejsza tego typu praca w dotychczasowym piśmiennictwie prawosławnym, przyczyniająca się do skodyfikowania gramatyki cerkiewnosłowiańskiej. Gramatyka Melecjusza Smotryckiego zachowywała wartość naukową jako podstawowe dzieło w swojej dziedzinie do momentu publikacji Gramatyki Michaiła Łomonosowa w 1755. Przez ponad stulecie była jedynym całościowym opracowaniem zasad gramatyki języka cerkiewnosłowiańskiego. W znaczący sposób wpłynęła na rozwój gramatyki oraz rozwój badań językoznawczych wszystkich trzech języków wschodniosłowiańskich. Osobne części pracy poświęcone były ortografii, etymologii, składni i prozodii. Wzorem dla tekstu Smotryckiego była gramatyka grecka Laskarisa wydana w Mediolanie w 1476 roku. Rezultatem tego było mechaniczne niekiedy przenoszenie zasad i form języka greckiego na grunt cerkiewnosłowiański, niezgodne z jego wewnętrzną strukturą. Niektóre opisane przez Smotryckiego formy były w istocie neologizmami.

### Teksty polemiczne
Twórczość Melecjusza Smotryckiego miała, obok dzieł Zachariasza Kopysteńskiego, zasadniczy wpływ na rozwój związanej z prawosławiem literatury ruskiej.

#### Threnos
Melecjusz Smotrycki jest autorem najsłynniejszego tekstu polemicznego powstałego w trakcie prawosławno-unickiego sporu, jaki toczył się w Wilnie w okresie bezpośrednio po podpisaniu aktu unii brzeskiej – traktatu Threnos to jest lament jedynej ś. powszechnej apostolskiej wschodniej Cerkwie, z objaśnieniem dogmat wiary, w innym wydaniu Trenos, to jest lament albo narzekanie Cerkwie na syny wyrodne. Traktat został opublikowany jako polski przekład tekstu greckiego autorstwa Theofila Orthologa, aby uchronić prawdziwego twórcę przed represjami ze strony władz państwowych i lokalnych. Dodatkowo przypisanie dziełu greckiego rodowodu miało podnieść jego znaczenie w oczach odbiorców. Threnos dedykowany był Michałowi Wiśniowieckiemu.
Threnos składa się z dziewięciu rozdziałów, z których charakter ściśle polemiczny mają pierwsze trzy. Pierwszy rozdział zawiera poetycki obraz Matki Cerkwi opłakującej zdradę swoich dzieci, które przeszły do Kościoła katolickiego. Autor wymienił w nim szereg nazwisk wielkich rodów szlacheckich pochodzenia ruskiego, które przyjęły katolicyzm, zapowiadając, że pewnego dnia będą wstydzić się swojego postępowania. W drugim rozdziale Cerkiew wzywa do powrotu do prawosławia Hipacego Pocieja, najwyższego rangą prawosławnego sygnatariusza unii brzeskiej. Trzeci rozdział zawiera krytykę prymatu papieża w Kościele łacińskim. Pozostałe części dzieła omawiając zagadnienia teologiczne będące przedmiotem dyskusji między Kościołami prawosławnym a katolickim (kwestia czyśćca, Filioque, chleba używanego w liturgii). Ostatni rozdział to prawosławny katechizm (Katechizm, albo krótkie zebranie wiary i ceremonii Cerkwi świętej). Poetycki język tekstu i obfitość metafor skłoniły Kazimierza Chodynickiego do określenia traktatu jako poematu prozą.

#### Weryfikacja niewinnościiObrona Weryfikacji
Weryfikacja niewinności została opublikowana w 1621 roku w celu udowodnienia, iż chirotonie biskupów prawosławnych dokonane w 1620 i 1621 roku przez patriarchę Teofana III były zgodne z prawem. Biskup Melecjusz dowodził na jej kartach, że Teofan III miał (z punktu widzenia prawa kanonicznego) prawo wyświęcać biskupów w Rzeczypospolitej, gdyż otrzymał stosowne pełnomocnictwo od patriarchy Konstantynopola. Przy pomocy dokumentów (listów samego króla, jak również Stefana Żółkiewskiego i Janusza Zbaraskiego) obalał oskarżenia wysuwane przeciwko Teofanowi, jakoby był on oszustem i szpiegiem, który przybył do Kijowa w celu podburzania Kozaków zaporoskich przeciwko Rzeczypospolitej. Twierdził nawet, że ten nakłaniał Kozaków do walki z Turkami w służbie królewskiej. Polemizował także z zarzutem, iż chirotonie biskupie zostały przeprowadzone wbrew prawu Rzeczypospolitej, przywołując treść przywilejów Stefana Batorego gwarantujących Cerkwi wszystkie prawa i swobody nadane przez poprzednich królów polskich. W drugiej części tekstu autor skupił się na wyliczeniu krzywd doznanych przez prawosławnych ze strony katolików, domagając się szacunku dla prawosławia jako wyznania rdzennie ruskiego, tak jak katolicyzm w obrządku łacińskim jest wiarą Polaków i Litwinów. Równocześnie Weryfikacja Niewinności zawiera całkowicie nowy w swoich czasach pogląd w kwestiach narodowości i wyznania. Autor stwierdza, iż

Nie wiara abowiem Rusina Rusinem, Polaka Polakiem, Litwina Litwinem czyni, ale urodzenie i krew ruska, polska i litewska

Weryfikacja niewinności została napisana w języku polskim i pod wpływem polskiej kultury literackiej, zawiera jednak również odniesienia do kronik (latopisów) ruskich i tym samym wpisuje się w tradycje piśmiennictwa ruskiego. W Obronie Weryfikacji Melecjusz podkreśla, że jego ojczyzną jest ziemia ruska, podczas gdy z reguły w ten sposób mówiono o Rzeczypospolitej. Podnosi istnienie na Rusi odrębnych od polskich praw duchownych, starszych niż polskie, zarzuca unitom doprowadzanie do narodowej klęski Rusinów, retorycznie pyta, dlaczego Rusini są pogardzani przez Polaków.

#### Elenchus pism uszczypliwych przez zakonniki Św. Trójce wydanych
Tekst ten kontynuuje argumentację zapoczątkowaną przez Obronę Weryfikacji, zawiera jednak jeszcze ostrzejsze ataki pod adresem unitów, którym Melecjusz zarzuca już nie tylko sianie zamętu na Rusi, lecz destabilizowanie całego kraju. Po raz pierwszy również w prawosławnym tekście polemicznym pojawia się tak silnie zarysowany wątek narodowy, podkreślanie opozycji, w jakiej znajdują się względem siebie narody ruski i polski.

#### Apologia peregrinacjej do Krajów Wschodnich

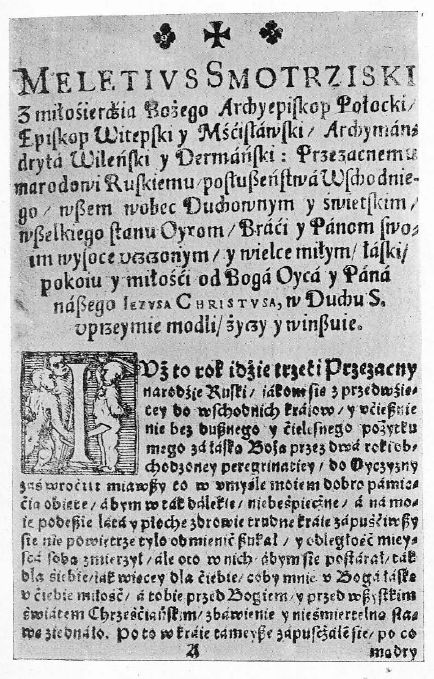
Karta z „Apologii peregrinacjej do Krajów Wschodnich”

Był to pierwszy traktat napisany przez Smotryckiego po dokonaniu konwersji na unię. Został wygłoszony na soborze w Kijowie w 1628 roku. Przedstawił w nim unię jako środek ratowania Rusi przed całkowitym upadkiem, szansę zrównania szlachty unickiej z rzymskokatolicką, w szczególności w zakresie dostępu do urzędów państwowych. Twierdził, że spokój potrzebny Kościołowi do prawidłowego rozwoju będzie mógł zostać uzyskany poprzez uznanie prymatu papieża – kontakty z Patriarchatem Konstantynopolitańskim nie wystarczyły do tego. Wyrażał przy tym nadzieję, że władze Rzeczypospolitej, idąc za przykładem wcześniejszych tolerancyjnych królów, nie będą występowały przeciwko wschodniemu chrześcijaństwu. W tekście zawarta została także krytyka relacji panujących w Kościele prawosławnym. Smotrycki zarzucił także ruskim teologom prawosławnym skłonności proprotestanckie.

### Język dzieł Smotryckiego
Smotrycki posługiwał się zarówno językiem polskim (w wariancie kresowym), jak i językiem ruskim jako ojczystymi. Swoje najważniejsze teksty teologiczne napisał w języku polskim z wyraźnymi zapożyczeniami ruskimi. Słowa wprost zapożyczone z języka cerkiewnosłowiańskiego pojawiają się w jego dziełach w ustępach dotyczących bezpośrednio liturgii prawosławnej. Również w innych kontekstach pojawiają się neologizmy powstałe poprzez przeniesienie na grunt języka polskiego słów ruskich lub cerkiewnosłowiańskich. Inną cechą znaną z tekstów Smotryckiego (występującą także u Zachariasza Kopysteńskiego) było nietypowe użycie dopełniacza w miejscach, gdzie normatywnie w języku polskim powinien wystąpić wołacz lub budowanie czasu przyszłego za pomocą czasownika posiłkowego chcieć i bezokolicznika.
W ocenie Fricka naleciałości ruskie w tekstach Smotryckiego nie wynikają z problemów autora z posługiwaniem się literacką polszczyzną (wielokrotnie słowa użyte nietypowo w jednym kontekście są używane całkowicie poprawnie w innym), a stanowią świadomą próbę stworzenia „języka polskich prawosławnych”.